# 約多省
6°35′00″N 1°30′00″E / 6.5833°N 1.5000°E
約多省（法語：Préfecture de Yoto），是多哥的30個省份之一，位於該國南部，由濱海區負責管轄，首府設於塔布利格博，面積1,200平方公里，2010年人口165,596，人口密度每平方公里138人。